# Coupe d'Algérie de basket-ball 1982-1983
Navigation
Coupe d'Algérie 1981-1982 Coupe d'Algérie 1983-1984
La Coupe d'Algérie 1982-1983 est la 14e édition de la Coupe d'Algérie de basket-ball, compétition à élimination directe mettant aux prises des clubs de basket-ball amateurs et professionnels affiliés à la fédération algérienne de basket-ball.

## finale
- 13 mai 1983 a alger (salle harcha hacéne) , mpalger - mahussein dey (90 - 81) .

- MPALGER : haddadi , mezouane , zine , laamari , achour , cherabi , salemkour , roumane , aktouf , dahmoun , boulouh , * entraineur : bencheman .
***  MAHD : rekik , adel , neboudi , tayeb ben abbés , barka , gharbi , ait braham , charbel , filali , semani , mostefai , * entraineur : moulay .